# Gondelbahn 1001 Nacht
Gondelbahn 1001 Nacht was een deels hangende darkride en deels rondrit in het attractiepark Phantasialand. De attractie werd op 2 november 2009 na 39 jaar dienst te hebben gedaan definitief gesloten.
De darkride was gebouwd in oosterse stijl. Bezoekers zweefden met gondels over de oosterse dorpjes heen. Per gondel konden twee bezoekers plaatsnemen. Elke trein bestond uit drie gondels. Het eerste gedeelte van de rit was een rondrit, waarna de gondels via een drakenkop de darkride binnenkwamen. 
Gondelbahn 1001 Nacht was de eerste darkride van Duitsland.

## Afbeeldingen

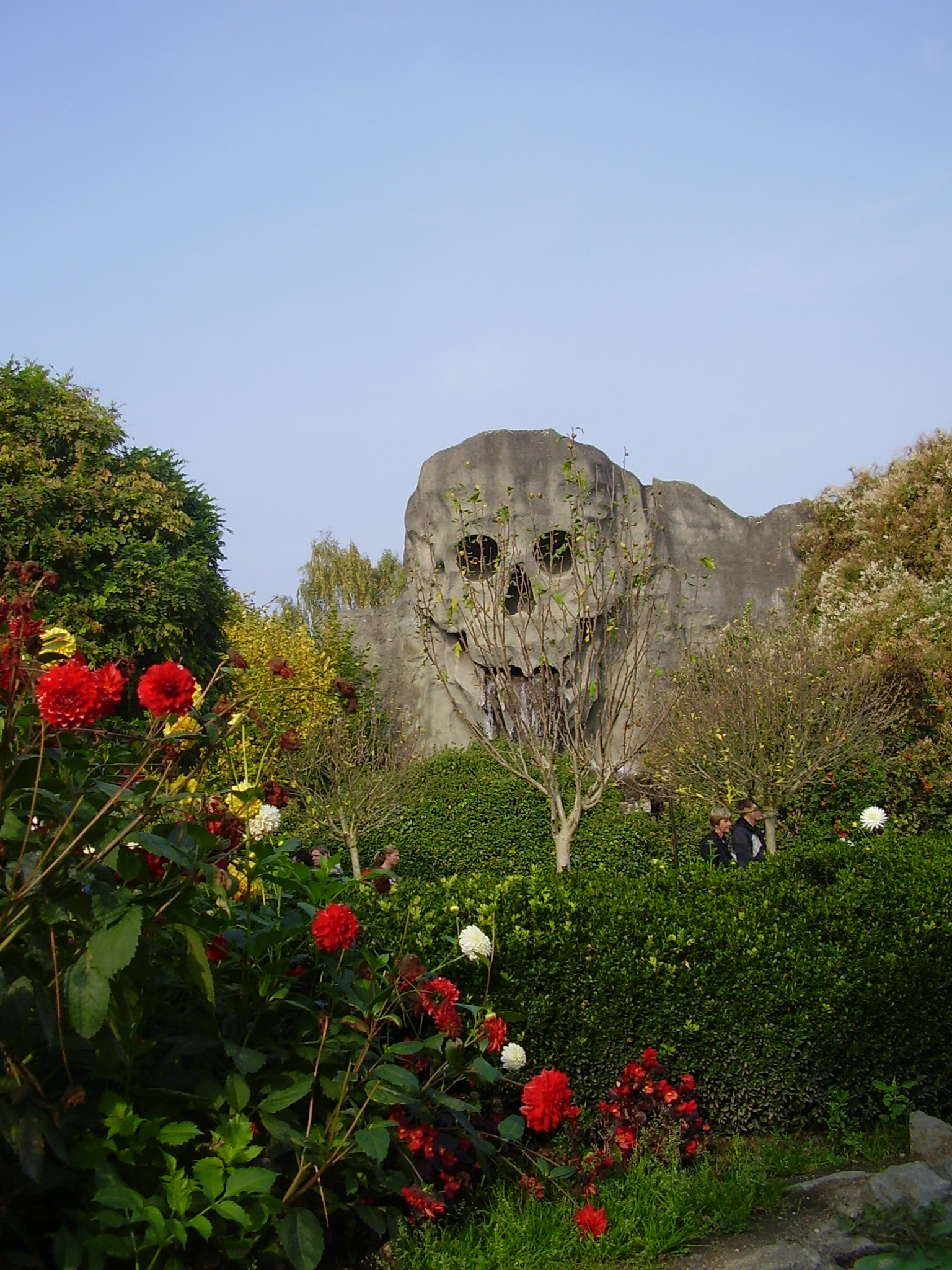
Uiterlijk van de darkride
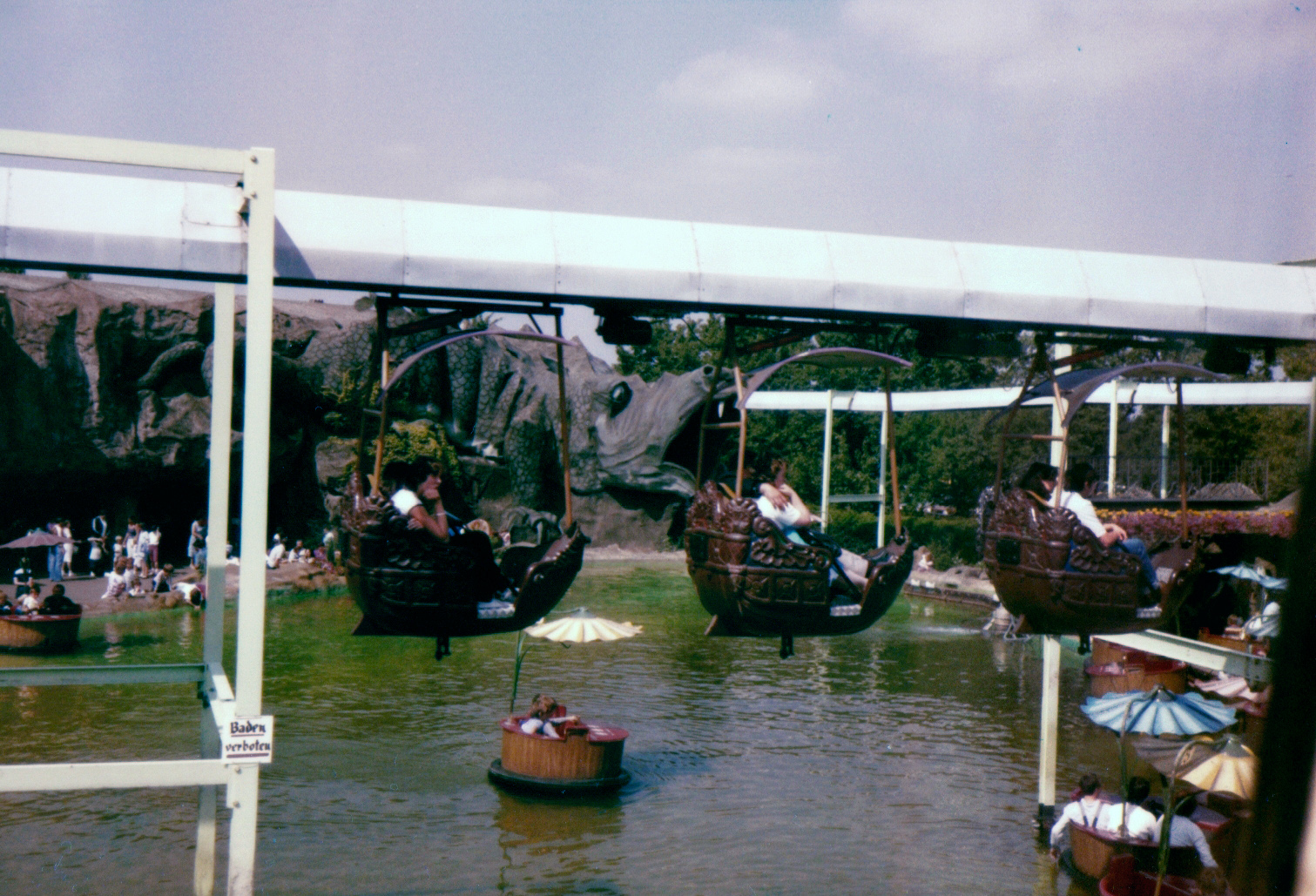
1981
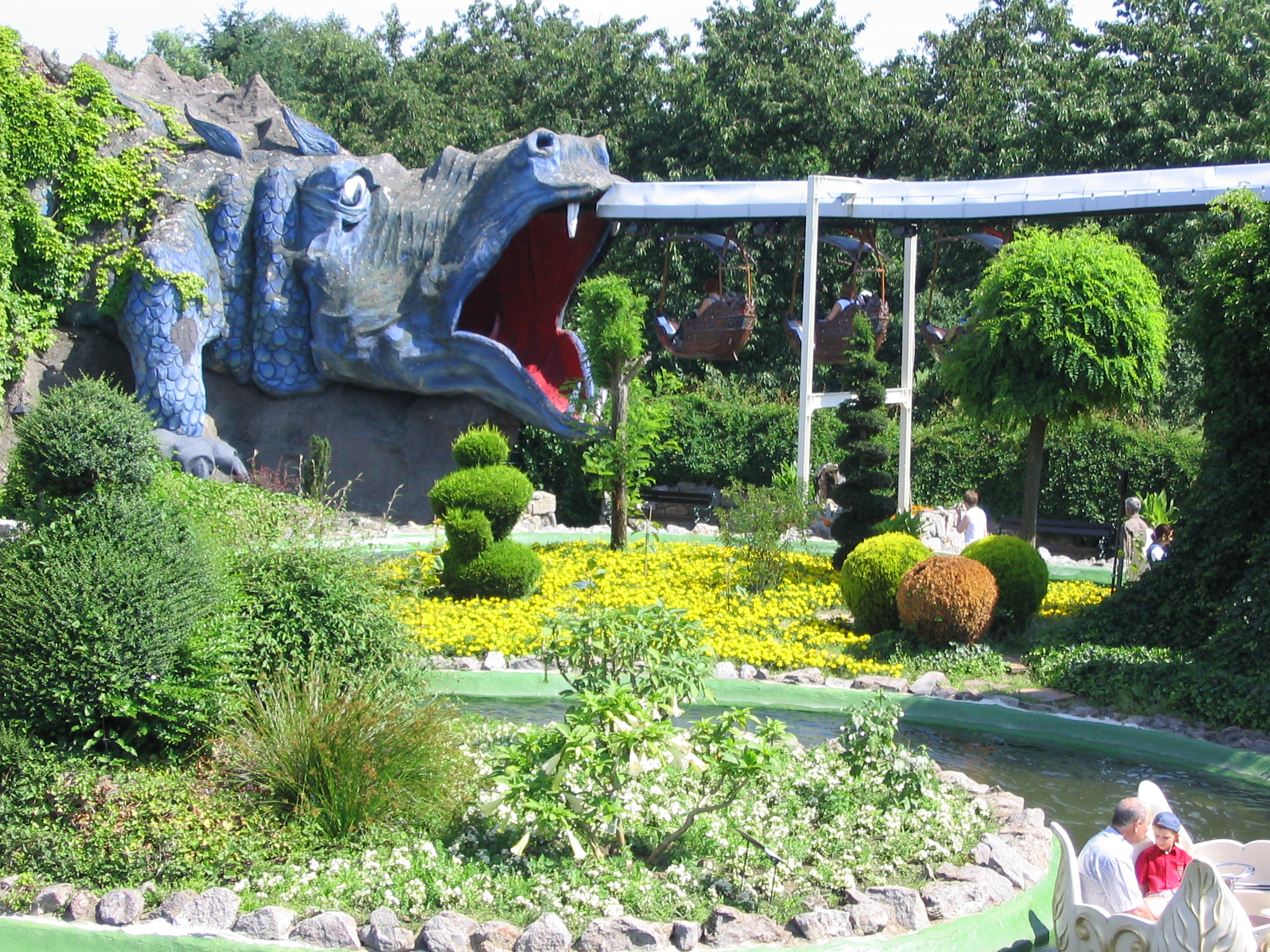
De drakenkop
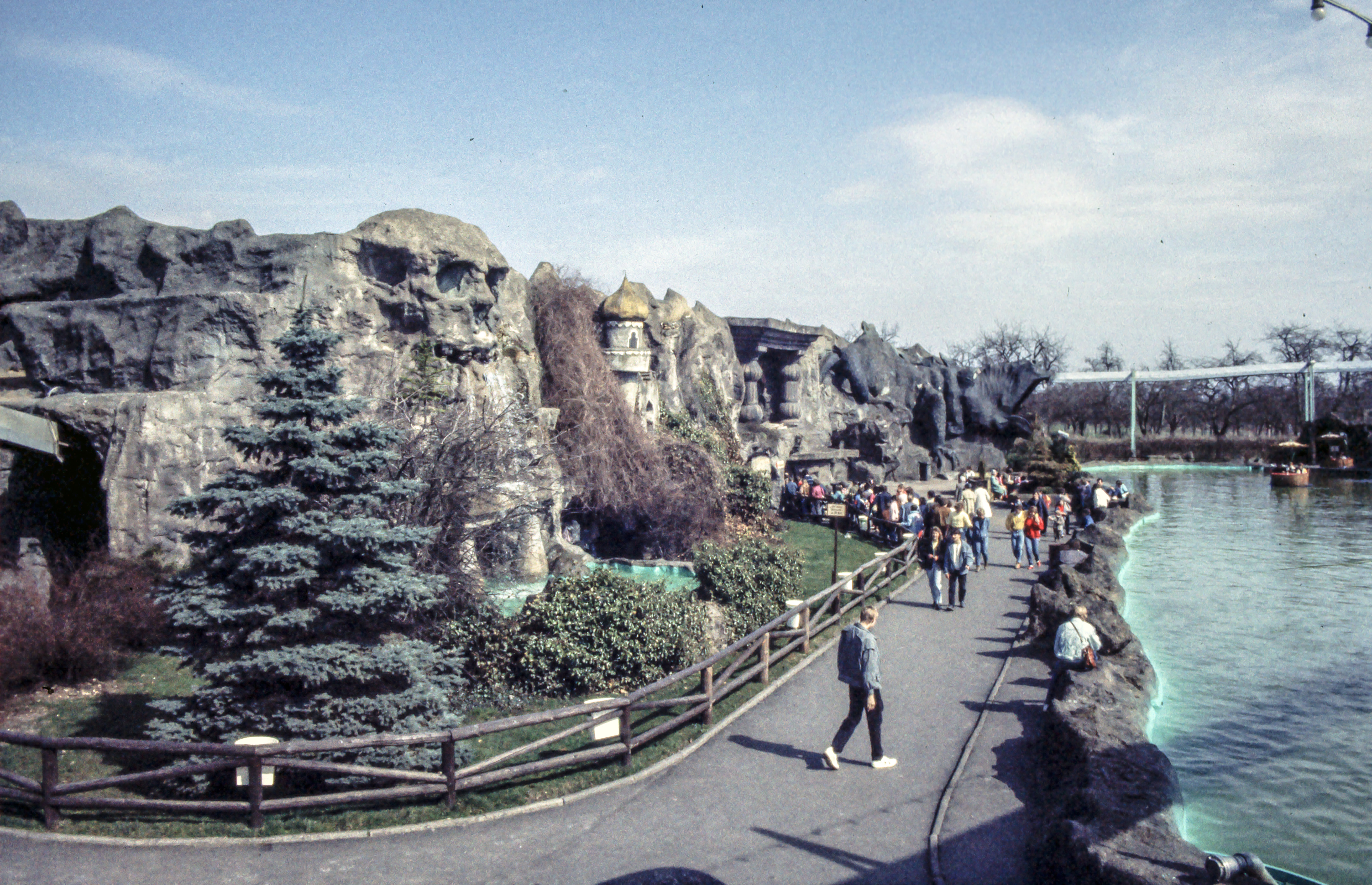
1984
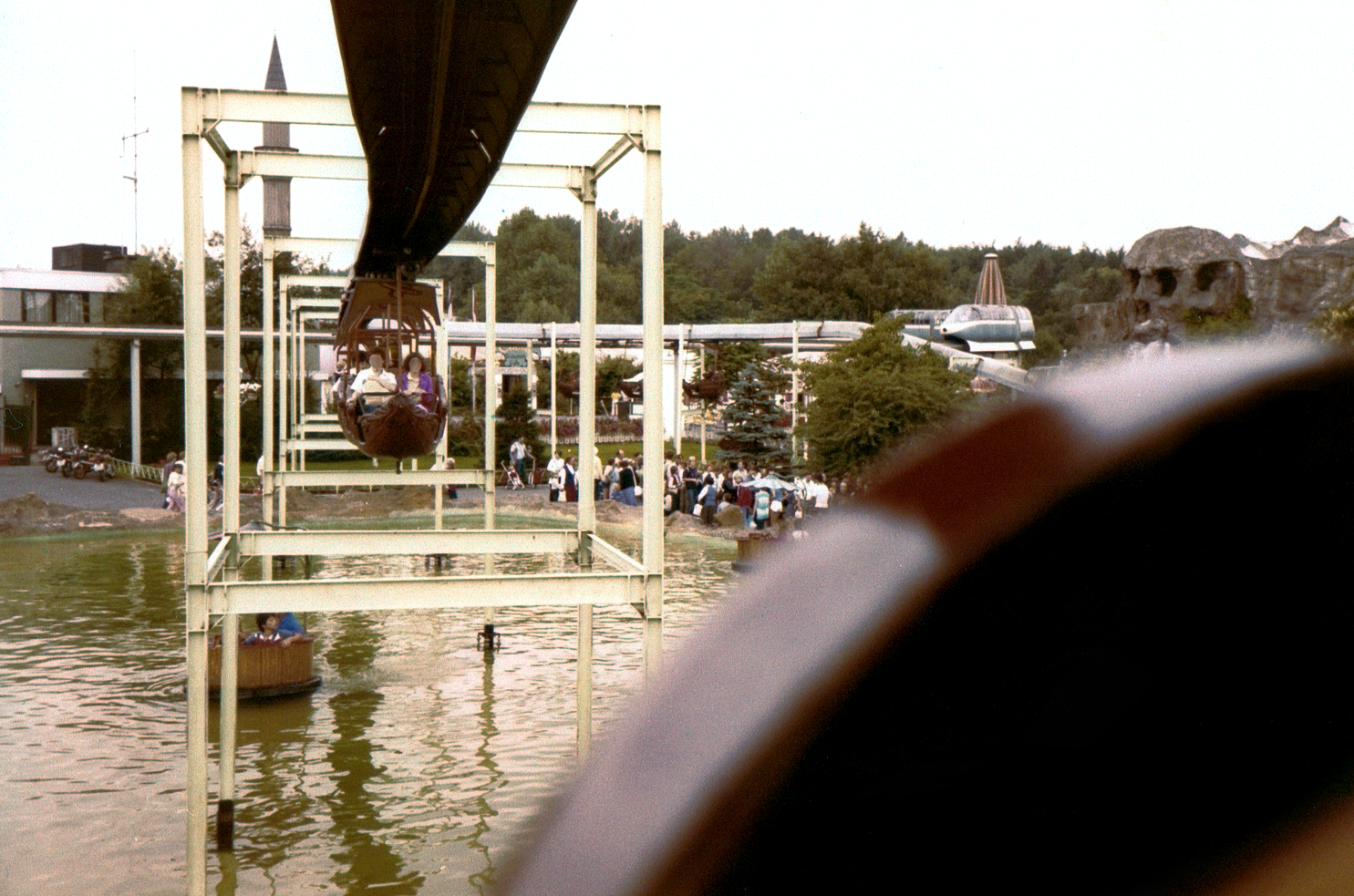
1981

Lijst van attracties in Phantasialand · Quick Pass · afbeeldingen